# Jag är min egen Dolly Parton
Jag är min egen Dolly Parton är en svensk-dansk-tysk-isländsk-amerikansk dokumentärfilm från 2011, regisserad av Jessica Nettelbladt.

## Handling
Jag är min egen Dolly Parton är en dokumentär om fem musikskapande kvinnors drömmar och livsutmaningar.

## Om filmen
Filmprojektet startade 2005 och har filmats i Sverige, Tyskland, Island och USA.

## Medverkande (i urval)
- Nina Persson
- Gudrun Hauksdottir
- Lotta Wenglén
- Helena Josefsson
- Cecilia Nordlund

## Kritik
- Kommunalarbetaren: betyg: 5 av 5, [2]
- Dagens Nyheter: betyg:4 av 5, [3]
- Aftonbladet: betyg:4 av 5,  -"utlämnande och gripande"* [4]
- TT: betyg:4 av 5, - "Jag är min egen Dolly Parton" ett välkommet alternativ. Morgondagen skulle se ljusare ut om bara ett enda tjejgäng valde den här rullen framför valfri klichéstinn romantisk komedi.[5]
- Sydsvenskan: betyg:4 av 5, [6]
- Kulturnyheterna: betyg:4 av 5, [7]
- Upsala Nya Tidning: betyg:4 av 5, [8]
- Expressen: betyg:4 av 5, -"Det hade kunnat kännas påträngande och snaskigt men i Jessica Nettelbladts händer blir materialet bara djupt fascinerande." [9]
- Moviezine: betyg:4 av 5, [10]
- Borås Tidning: betyg 4 av 5, [5]